# Ipomoea neurocephala
Ipomoea neurocephala är en vindeväxtart som beskrevs av Hallier f. Ipomoea neurocephala ingår i släktet praktvindor, och familjen vindeväxter. Inga underarter finns listade i Catalogue of Life.